# Fekišovce
Fekišovce je naseljeno mjesto u okrugu Sobrance u Košickom kraju u Slovačkoj.

## Stanovništvo
| Godina:     | 1993. | 2003.   | 2013.   | 2023.   |
| ----------- | ----- | ------- | ------- | ------- |
| Broj ljudi: | 278   | 302     | 313     | 305     |
| Razlika:    |       | +8,63 % | +3,64 % | -2,55 % |

| Godina:     | 2022. | 2023.   |
| ----------- | ----- | ------- |
| Broj ljudi: | 308   | 305     |
| Razlika:    |       | -0,97 % |

Prema podatcima o broju stanovnika iz 2023. godine naselje je imalo 305 stanovnika.

## Vanjske poveznice
|  | Zajednički poslužitelj ima još gradiva o temi Fekišovce |

- Službena stranica naselja (sl.)